# Конопиште
Дворац Конопиште је четворокрилни троспратни дворац смештен у Конопишту, које је сада део града Бенешова у централној Чешкој. Постао је познат као последња резиденција аустријског надвојводе Франца Фердинанда, наследника аустроугарског престола, чији је атентат у Сарајеву покренуо Први светски рат. Метак који га је убио, а који је испалио Гаврило Принцип, сада је експонат у музеју дворца. 

## Историја
Дворац је 1280-их године изгледа основао прашки епископ Тобиаш као готичко утврђење у стилу француског дворца, правоугаоне основе и округлих кула које се истичу на угловима, што омогућава најефикаснију одбрану. Процене показују да је породица Бенешевиц из оближњег Бенешова била власник 1318. године, а да је 1327. године дворац прешао у руке Штернберкса. 1468. освојиле су је трупе Георгија од Подјебрадија након опсаде која је трајала скоро две године. 
1603. године имање је купила Дорота Ходјејовска из Ходјејова, која је урадила ренесансно преуређење старе готичке утврде. Породица Ходјејовски утврдила је своју имовину због свог активног учешћа у анти-хабсбуршкој побуни 1620. године. Дворац је купио Албрехт фон Валдштајн, а после њега прешао је у власништво Адама Михна од Вацинова. Михна је постао озлоглашен због репресије над кметовима, који су се побунили против њега и освојили Конопиште 1657. године. 
Швеђани су 1648. заузели и опљачкали Конопиште, а потом је породица Вртба купила уништену грађевину. Након 1725. године, претворили су га у дворац у барокном стилу. Покретни мост замењен је каменим мостом, а близу источне куле у зиду је пробијен нови улаз. Капију је дизајнирао је Франтишек Максмилијан Кањика и поставио статуе из радионице Матијаса Бернарда Брауна. 1746. године уништени су горњи нивои четири куле, а једна кула је потпуно срушена. Током поправке ентеријера, на плафонима велике дворане осликане су митолошке и алегоријске фреске, и постављени су мермерни камини са уклесаним украсима Лазара Вилдмана. 
Аустријски надвојвода Франц Фердинанд купио је Конопиште 1887. године наследством од последњег владајућег војводе од Модене. Архитекта Јосеф Мокер је између 1889. и 1894. године преправио зграду у луксузну резиденцију, погодну за будућег цара, коју је волео више од своје службене резиденције у Бечу. Истовремено је изграђен пространи парк у енглеском стилу, величине 225 хектара, са терасама, вртом ружа и статуама.
Позвао је немачког цара Вилхелма II, да види руже почетком јуна 1914. године. Док су разговарали о политици, разговарали су о Румунији, али у то су време настале недокументоване теорије завере о њиховом планирању напада на Србију или о подели Аустроугарске империје.
Од 1921. године дворац је био власништво Чехословачке и касније државе Чешке, једно од 90 таквих имања у државном власништву. Прича се да Министарство културе троши више од 800.000 америчких долара годишње за одржавање дворца, а наплаћује отприлике толико од продаје улазница и накнада за изнајмљивање за повремене услуге.
2000. године 'Принцеза' Софија од Хоенберга, унука Франца Фердинанда и његове морганатске супруге Софије од Хоенберга, покренула је тужбу ради реституције дворца породици Хоенберг, која, међутим, никада није призната као део Хабсбуршке куће. Тужба, поднета у Бенешову (некадашње немачко име: Бенешау), тражила је реституцију дворца, 6 070 ха шуме и пиваре.

## Туристичке атракције
Конопиште је отворено за јавност од 1971. Посетиоци могу да виде резиденцијалне собе Франца Фердинанда, који је био и ентузијастични ловац, велику колекцију рогова, „колекцију Обизи-Есте“ (трећу највећу европску колекцију оружја и средњовековног оружја из Кастело дел Катајо, Падова, Италија), салу за пуцање са покретним метама и башту са италијанским ренесансним статуама и стакленим баштама. 
Дворац се може обилазити од априла до октобра. До њега се долази возом из Прага до Бенешова (око једносатна вожња), а затим пешице око 2,5 км са станице или једним од ретких аутобуса. 
Део филма Илузиониста сниман је у Конопишту, кнежевском дворцу. 

## Људи који су живели у дворцу
- Надвојвода Франц Фердинанд из Аустрије
- Софија, војвоткиња од Хоенберга
- Максимилијан, војвода од Хоенберга
- Принц Ернст од Хоенберга, рођен тамо
- Принцеза Софија од Хоенберга, рођена тамо